# Udavské, Humenné
Udavské este o comună slovacă, aflată în districtul Humenné din regiunea Prešov. Localitatea se află la altitudinea de 165 m deasupra n.m., se întinde pe o suprafață de 13,2 km2 și în 2017 număra 1.242 de locuitori. Se învecinează cu comuna Humenné.

## Istoric
Localitatea Udavské este atestată documentar din 1317.

## Demografie
| An:                | 1994 | 2004   | 2014   | 2024   |
| ------------------ | ---- | ------ | ------ | ------ |
| Număr de persoane: | 1230 | 1277   | 1217   | 1232   |
| Diferență:         |      | +3,82% | −4,69% | +1,23% |

| An:                | 2023 | 2024   |
| ------------------ | ---- | ------ |
| Număr de persoane: | 1241 | 1232   |
| Diferență:         |      | −0,72% |